# 2,3-다이하이드록시-3-메틸펜탄산
2,3-다이하이드록시-3-메틸펜탄산(영어: 2,3-dihydroxy-3-methylpentanoic acid)은 아이소류신의 대사 과정에서의 대사 중간생성물이다.

## 같이 보기
- 아이소류신